# Cheiramiona paradisus
Cheiramiona paradisus là một loài nhện trong họ Miturgidae.
Loài này thuộc chi Cheiramiona. Cheiramiona paradisus được miêu tả năm 2003 bởi Lotz.